# 福氏彩臂金龟
福氏彩臂金龟（学名：Cheirotonus fujiokai）也称中國格長臂金龜、福彩臂金龟，一种分布于中国南方地区的大型甲虫，隶属于臂金龟科彩臂金龟属（长臂金龟属）。也有资料将臂金龟科视为金龟子科的一个亚科，本种划入金龟子科臂金龟亚科（Euchirinae）。

## 形态特征
雌、雄成虫前足皆特化延长，雌虫体型较雄虫小。前臂具有2个齿突。	鞘翅密布有较大的黄斑。